# Абаканський степ
53°43′00″ пн. ш. 90°54′00″ сх. д. / 53.7167° пн. ш. 90.9° сх. д.
Абака́нський степ — західна частина Мінусинської улоговини в Республіці Хакасія, Росія.
Степ розташований на лівобережжі річок Абакан та Єнісей між відрогами Абаканського хребта і річкою Абакан.
Рельєф рівнинний, на заході погорбований. Максимальна висота не перевищує 500 м. Багато дрібних озер.
На цілинних ділянках збереглась ковильно-типчакова рослинність. Ґрунти — каштанові та південні чорноземи з ділянками солонців.